# Margaret Mayall
Margaret Walton Mayall (1902–1996) – amerykańska astronom.
Margaret Mayall była dyrektorem American Association of Variable Star Observers w latach 1949-1973. W 1958 roku otrzymała nagrodę Annie J. Cannon Award in Astronomy. Była żoną astronoma Newtona Mayalla.
Międzynarodowa Unia Astronomiczna nazwała planetoidę (3342) Fivesparks od miejsca zamieszkania Newtona i Margaret Mayall w Cambridge w stanie Massachusetts.